# Sylvanès
Sylvanès är en kommun i departementet Aveyron i regionen Occitanien i södra Frankrike. Kommunen ligger  i kantonen Camarès som ligger i arrondissementet Millau. År 2022 hade Sylvanès 116 invånare.

## Befolkningsutveckling
Antalet invånare i kommunen Sylvanès
Referens: INSEE